# Йоганн Баптіст Альґаєр
Йоганн Баптіст Альґаєр (нім. Johann Baptist Allgaier; 19 червня 1763, Шуссенрід — 3 січня 1823, Відень) — найсильніший шахіст Австрії кінця XVIII — початку XIX століть. Автор популярного шахового посібника, який витримав 7 видань (1795/96 — 1841). Запропонував гамбіт, названий на його честь. Сприяв широкому застосуванню алгебраїчної нотації, вперше використав табличну форму викладу дебютних теоретичних даних. Грав за шаховий автомат В. Кемпелена — І. Мельцеля. Саме він, Альґаєр, 1809 року в Шенбрунні грав за автомат проти Наполеона. Однак правдивість цього епізоду під питанням.

## Книги
- «Neue theoretisch-praktische Anweisung zum Schachspiele», 1795-96 (два томи)